# Fanol Përdedaj
Fanol Përdedaj (ur. 16 lipca 1991 w Djakowicy) – kosowski piłkarz występujący na pozycji defensywnego pomocnika w 1. FC Saarbrücken.

## Kariera klubowa
Fanol Përdedaj urodził się w Djakowicy, kosowskim mieście leżącym ówcześnie w Jugosławii. Będąc dzieckiem przeprowadził się z rodzicami do Niemiec i wychował się w Berlinie. W 2002 roku trafił do akademii Herthy BSC. Do kadry pierwszego zespołu trener Lucien Favre włączył go na początku sezonu 2009/2010. 21 listopada 2009 po raz pierwszy znalazł się w kadrze meczowej Herthy. Mecz 13. kolejki 1. Bundesligi z VfB Stuttgart spędził na ławce rezerwowych. W pierwszym zespole zadebiutował dopiero 14 sierpnia 2010 w wygranym 2:0 meczu Pucharu Niemiec z SC Pfullendorf. Sześć dni później zagrał w meczu pierwszej kolejki 2. Bundesligi z Rot-Weiß Oberhausen (3:2).
3 września 2013 został wypożyczony na rok do Lyngby BK. Duńczycy zapewnili sobie prawo pierwokupu w przypadku awansu do Superligaen. Zespół zajął jednak dopiero czwarte miejsce w II lidze. Po powrocie do Niemiec Përdedaj grał w rezerwach Herthy, a następnie w Energie Cottbus i FSV Frankfurt. 27 lipca 2016 podpisał trzyletni kontrakt z TSV 1860 Monachium.
| Sezon     | Klub               | Kraj   | Rozgrywki            | Mecze | Gole |
| --------- | ------------------ | ------ | -------------------- | ----- | ---- |
| 2009/2010 | Hertha BSC II      | Niemcy | Regionalliga Nord    | 19    | 1    |
| 2010/2011 | Hertha BSC         | Niemcy | 2. Bundesliga        | 16    | 0    |
| 2011/2012 | Hertha BSC         | Niemcy | Bundesliga           | 8     | 0    |
| 2012/2013 | Hertha BSC II      | Niemcy | Regionalliga Nordost | 2     | 0    |
| 2012/2013 | Lyngby BK          | Dania  | 1. division          | 22    | 0    |
| 2013/2014 | Hertha BSC II      | Niemcy | Regionalliga Nordost | 8     | 0    |
| 2013/2014 | Energie Cottbus    | Niemcy | 2. Bundesliga        | 13    | 0    |
| 2014/2015 | Energie Cottbus    | Niemcy | 3. Liga              | 35    | 0    |
| 2015/2016 | FSV Frankfurt      | Niemcy | 2. Bundesliga        | 30    | 3    |
| 2016/2017 | TSV 1860 Monachium | Niemcy | 2. Bundesliga        | 14    | 0    |
| 2017/2018 | 1. FC Saarbrücken  | Niemcy | Regionalliga Südwest | 10    | 2    |
| 2018/2019 | 1. FC Saarbrücken  | Niemcy | Regionalliga Südwest |       |      |

## Kariera reprezentacyjna
Fanol Përdedaj od 2009 roku grał w reprezentacji Niemiec U-19. Grał również w kadrach U-20 i U-21. Następnie zdecydował się na grę dla Kosowa. 5 marca 2014 roku Përdedaj zadebiutował w seniorskiej kadrze tego kraju rozgrywając cały mecz z Haiti. Był to pierwszy oficjalny mecz w historii reprezentacji Kosowa, mimo iż nie była ona jeszcze członkiem FIFA. 12 listopada 2016 wystąpił w przegranym 0:2 meczu eliminacji mistrzostw świata 2018 z Turcją. Stał się w ten sposób pierwszym graczem w historii, który zagrał w dziesięciu uznawanych przez FIFA meczach kosowskiej kadry.